# Casas de Benítez
Pour les articles homonymes, voir Casas et Benitez.
Casas de Benítez est une commune d’Espagne, dans la province de Cuenca, communauté autonome de Castille-La Manche.